# Мої 5 дружин
Мої 5 дружин (англ. My 5 Wives) — американсько-канадська комедія 2000 року.

## Сюжет
Привабливий і веселий мультимільйонер Монті не просто небайдужий до жінок. Він готовий одружитися з кожною красунею. Ось тільки одна біда: Монті вічно не щастить з дружинами. Збіднівши після розлучень на кілька мільйонів, Монті вирушає в штат Юта. Зачарований тутешніми пейзажами, він купує кілька ділянок землі, не підозрюючи, що його чекає великий і приємний сюрприз: у цих краях процвітає багатоженство, і по місцевому звичаю новий власник власності успадковує і вдів колишнього господаря. Так у Монті з'являється відразу п'ять дружин. Але, вирішивши з розмахом відзначити такий незвичайний медовий місяць, Монті невпинно плутається під ногами у банкіра Гейтса і його дружків — гангстерів. І Гейтс, який мріє за допомогою мафії підім'яти під себе всю округу, задумує назавжди позбутися Монті.

## У ролях
- Родні Дейнджерфілд — Монті Петерсон
- Ендрю Дайс Клей — Тоні Морано
- Джон Байнер — Престон Гейтс
- Моллі Шеннон — Барбара Ван Дайк
- Джеррі Стіллер — Дон Жованні
- Джон Пінетт — Стюарт
- Роб ДеЛеу — Шаффлес
- Фред Кітінг — Рей
- Джад Тайлор — Стефані
- Анжеліка Лібера — Емілі
- Кейт Лайбен — Вірджинія
- Еммануель Вогье — Сара
- Аніта Браун — Меган
- Карін Коновал — Дженет
- Бренді Ледфорд — Бланш
- Анайа Фаррелл — Луїза